# Los Pakines
Los Pakines es un grupo musical peruano de cumbia y rock instrumental en sus inicios, formado en el limeño distrito del Rímac, en el año 1972. Su particular estilo, melódico y sobrio, es conocido como "Sonido Elegante".
Fue parte de la Época de Oro de la cumbia peruana de inicios de la década de 1970, y cuenta con una gran cantidad de producciones musicales (llegando a las cincuenta). Recibió el Premio Apdayc 2007 como Mejor Grupo Tropical Clásico.

## Historia
A comienzos de la década de 1970 luego de iniciada a finales de los 60s se inicia el boom de la cumbia peruana. Es en ese momento que los hermanos José "Pepe" Torres Liza y Alejandro "Pakin" Torres Liza, junto a Oscar Bellido Ríos y Wilberto "Beto" Mena deciden formar un grupo musical, inicialmente de corte instrumental por la influencia de grupos como Los Belkings, The Shadows, The Ventures, Los Jaguars, Los Hollys, The Jhokers y Los Destellos. El director y dueño del sello Infopesa Alberto Maravi les convence a incursionar en la cumbia, género que les deparó éxitos, con el reconocimiento de su público, de la prensa y de los colegas músicos que ven en ellos a una banda con sonido y propuesta música sobria y con elegancia en su sonido.
El nombre de Los Pakines fue dado por el sobrenombre "Pakín" que le fui atribuido a Alejandro Torres Liza, baterista del grupo, durante su época escolar. 
A comienzos de la década de 1980 el cuarteto se disuelve y los hermanos Torres Liza continúan con el grupo. Los otros dos integrantes, Beto mena y Oscar Bellido, continuaron con su propio grupo al cual llamaron "Sonido Elegante de Oscar y Beto".

## Sus éxitos
José Torres Liza fue quien compuso los temas del grupo desde el inicio. Tuya en septiembre y Caramelo de menta fueron sus primeras composiciones de cumbia, y los primeros sencillos que grabaría el grupo en el año 1972. Este último tema fue el que los hizo conocidos. Luego vendría el tema "Amor de Fantasía" (1973), una balada instrumental utilizada como cortina musical del programa romántico nocturno "Lo Que el Mundo Necesita es Amor", conducido por José Carlos Kovas y transmitido por la desaparecida Radio América 1010 AM "La Voz del Nuevo Mundo". Este tema los consolidó como un grupo exitoso y de calidad musical, a pesar de ser todos bastante jóvenes: "Hoy por siempre, en los mayores exponentes de la música juvenil en el Perú. Son universitarios y cuatro fabulosos músicos. A la fecha, sus grabaciones, luego de impactar en el Perú, se proyectan hacia América Latina, Europa y Estados Unidos" y ya figuran en el repertorio de melodías del acervo musical universal.

## Discografía
- 1972: Los Pakines
- 1973: Los Pakines y... "Pasto Azul"
- 1974: Los Pakines
- 1975: Los Pakines En Miami
- 1975: En Escena
- 1976: Pakines 76
- 1976: Bailemos Con... Los Pakines'
- 1977: Bailemos Con... Los Pakines Vol 2
- 1977: A Seguir Bailando
- 1978: Siempre
- 1978: Super Acción
- 1978: El Ritmo Elegante
- 1985: Amaneciendo… con Los Pakines
- 1990: La fiesta inolvidable
- 1991: La movida del año
- 1994: Los Pakines en New York
- 1996: Los Pakines 96
- 1996: Fiesta fiesta
- 1998: Siempre elegantes
- 1998: 25 años de éxitos
- 1999: La fiesta del milenio
- 2005: El sonido elegante
- 2007: Vuelve la cumbia elegante
- 2015: 20 bellas melodías